# Wojskowa Komisja Ustawodawcza
Wojskowa Komisja Ustawodawcza – organ władzy wojskowej ustanowiony 22 stycznia 1919 rozkazem Naczelnego Wodza Józefa Piłsudskiego. Do zakresu jej kompetencji należało rozpatrywanie i opiniowanie projektów ustaw i przepisów wojskowych oraz sprawy finansowe wojska.
Jej kompetencje przejęła Rada Wojskowa powołana 6 marca 1919 przez Ministra Spraw Wojskowych gen. Józefa Leśniewskiego.

## Przekształcenia
Wojskowa Komisja Ustawodawcza (1919) → Rada Wojskowa (1919–1921) → Rada Wojenna (1921–1926)